# Canton de Calais-Est
Le canton de Calais-Est est une ancienne division administrative française située dans le département du Pas-de-Calais et la région Nord-Pas-de-Calais.

## Géographie
Ce canton est organisé autour de Calais dans l'arrondissement de Calais. Son altitude varie de 0 m (Calais) à 18 m (Calais) pour une altitude moyenne de 5 m.

## Représentation

### Conseillers généraux de 1973 à 2015

Le canton de Calais-Est dans l'arrondissement de Calais

| Période | Période | Identité            | Étiquette | Qualité |
| ------- | ------- | ------------------- | --------- | --- |
| 1973    | 1979    | Renée Langlet       | PCF       | Sténodactylographe Conseillère municipale de Calais Suppléante du député Jean-Jacques Barthe (1973-1978)                                                   |
| 1979    | 1985    | Myriam Guffroy      | PCF       | Ouvrière, Employée à la section locale du PCF Conseillère municipale de Calais, conseillère régionale Suppléante du député Jean-Jacques Barthe (1978-1981) |
| 1985    | 1992    | Jean-Pierre Auchedé | PCF       | Ajusteur mécanicien Adjoint au Maire de Calais |
| 1992    | 1998    | Jacques Gallet      | RPR       | Agent technique Conseiller municipal de Marck |
| 1998    | 2015    | Serge Péron         | PS        | Retraité Maire de Marck (1995 → 2014) Suppléant du député Gilles Cocquempot (2002-2007)                                                                    |

## Composition
| Communes | Population (2012) | Code postal | Code Insee |
| -------- | ----------------- | ----------- | ---------- |
| Calais   | 14 141            | 62100       | 62193      |
| Marck    | 8 987             | 62730       | 62548      |

(1) fraction de commune.

## Démographie
| 1962 | 1968 | 1975 | 1982 | 1990 | 1999 | 2009 |
| ---- | ---- | ---- | ---- | ---- | ---- | ---- |
| -    | -    | -    | -    | -    | -    | -    |